# Церенц (писатель)
Церенц при рождении Овсеп Шишманян (арм.Ծերենց;  16 (28) сентября 1822, Константинополь Османская империя — 1 (13) февраля 1888, Тифлис Российская империя ) — армянский писатель
, публицист, врач, педагог.

## Биография
В 10-летнем возрасте отец отправил его на учёбу в Венецию, в школу ордена мхитаристов монастыря Сан-Лаццаро-дельи-Армени (1831 по 1837), продолжил образование в Париже (1848–1853), посещал медицинский факультет Сорбонны, где непосредственно общался с прогрессивными студентами, проникся революционными настроениями того времени. Отказавшись от намерения стать монахом, Церенц в 1837 году вернулся в Константинополь, и служил учителем в селе Ортагюх. Его привлекает медицина, однако не имея необходимых знаний, пять лет учиться у фармацевта.
В 1843 году отправился в поездку по Армении. В течение восьми месяцев путешествовал по городам Армении и Кавказа: побывал Эрзеруме, Карсе, Александрополе, Тифлисе, и в других местах.
В 1853 году вернулся в Константинополь и несколько лет жил на Кипре, работая учителем. Вместе с дочерью переехал в Тифлис в 1878 году и учительствовал в армянсокой Нерсисянской школе. В качестве врача посетил Ван, Алашкерт, Басен и другие города Западной Армении.
Последние годы своей жизни Церенц провёл в Тифлисе. В 1885 году после тяжёлого горя - смерти единственной дочери - Церенц постепенно теряет интерес к общественной жизни. Он ненадолго уехал в Константинополь, чтобы забыть своё горе, и вновь вернулся в Тифлис. После длительной болезни 17 февраля (по старому стилю) 1888 года Церенц умер.
Вместе с Раффи Церенц стал основоположником армянского исторического романа. Роман «Торос, сын Левона» (1877) посвящён трагическим событиям в истории Армянского Киликийского царства XII века. Его самый известный роман «Труды IX века» (1879) отражает освободительную борьбу армянского народа против Аббасидского халифата в IX веке. Роман Церенца «Теодорос Рштуни» (1881) повествует об исторической борьбе VII века за сильное централизованное государство.

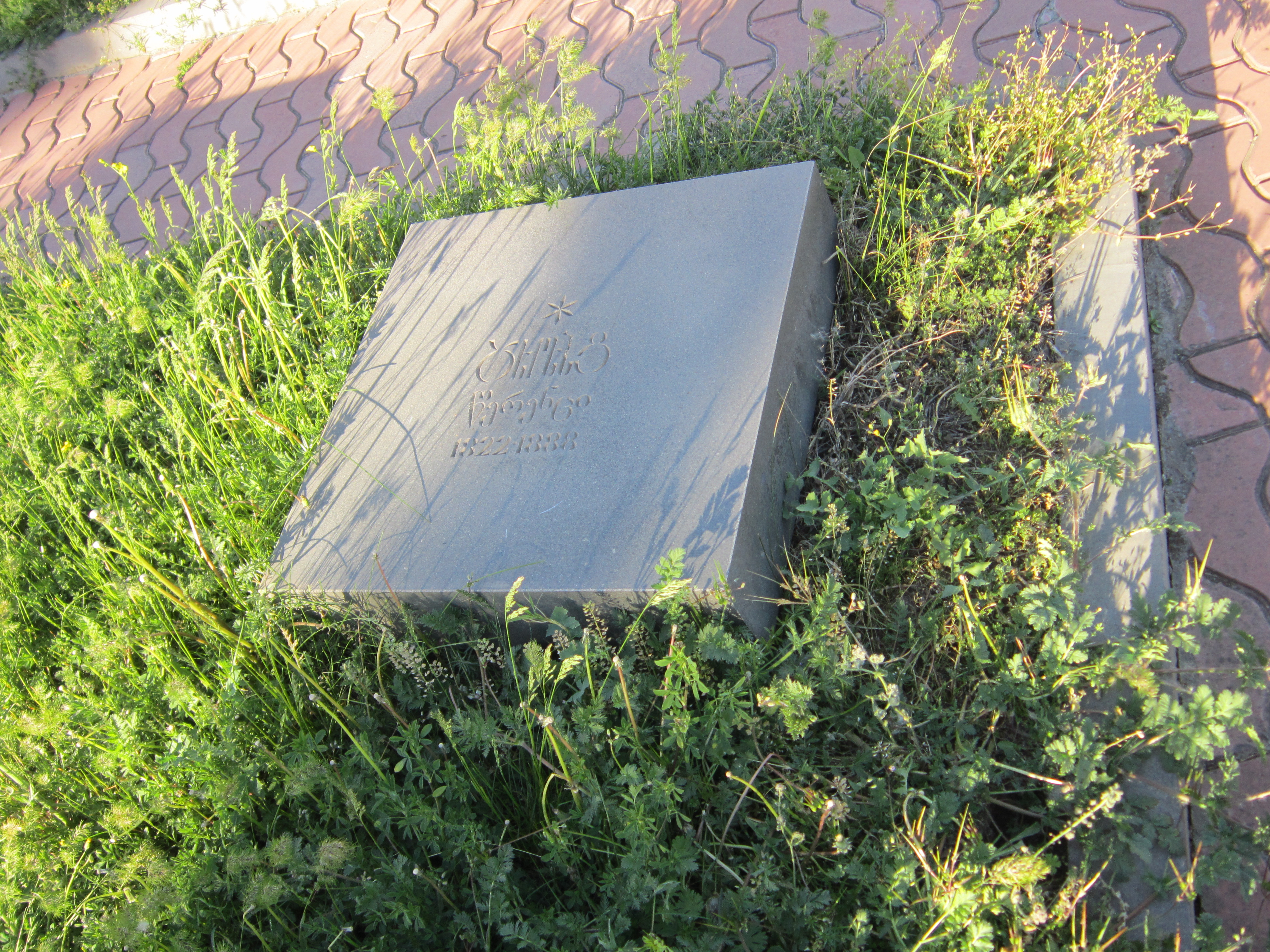
Могила Церенца

Похоронен в Тифлисе (Тбилиси), в Ходжаванке, где также покоятся Ованес Туманян, Габриел Сундукян, Газарос Агаян, Перч Прошян, Мурацан, Дживани, Нар-Дос, Григор Арцруни, Раффи и другие.